# Seether
Seether is een post-grungeband uit Zuid-Afrika opgericht in 1999. De muziek van Seether wordt uitgegeven door het platenlabel Wind-up Records. Oorspronkelijk heette de band Saron Gas. Onder deze naam verscheen in 2000 hun eerste album, Fragile. In 2002 werd de naam van Saron Gas veranderd in Seether, gelijktijdig met het uitkomen van hun tweede album, Disclaimer.

## Geschiedenis

### Het begin,FragileenDisclaimer
De leden van Saron Gas begonnen hun loopbaan in Johannesburg en traden op op feesten, in nachtclubs, op grootschalige concerten en op universiteiten, zoals de Universiteit van Kaapstad en de Universiteit van Stellenbosch.
Saron Gas bracht in 2000 in Zuid-Afrika zijn eerste album, getiteld Fragile, uit onder het platenlabel Musketeer Records. De groep kwam binnen in de Zuid-Afrikaanse singlehitparade, wat de aandacht trok van het platenlabel Wind-up Records. De platenmaatschappij vond de melodische doch harde sound van de band interessant en nam Saron Gas onder haar hoede. Toch werd de band gevraagd hun naam te veranderen om verwarring te voorkomen met het dodelijke zenuwgas sarin. De band koos de naam Seether, als eerbetoon aan de gelijknamige single van de Amerikaanse band Veruca Salt.
In 2002 verscheen hun tweede album, getiteld Disclaimer. Van dat album werden drie singles uitgegeven, Fine Again, Driven Under en Gasoline. Alleen Fine Again bereikte de Amerikaanse hitlijsten. De andere singles werden weleens gedraaid op Amerikaanse rockradiokanalen, maar werden geen grote hit. De grootste hit van het album, Broken, verscheen niet eens als single.
Shaun Morgan, de zanger van de band, noemde Nirvana (en dan vooral het album Nevermind) als reden waarom hij gitaar was gaan spelen. Verder noemde hij hierbij ook Pearl Jam, Alice in Chains en Deftones.

### Succes enDisclaimer II
Na Disclaimer te hebben uitgebracht, bleef de band toeren, in de hoop dat de albumverkoop zou stijgen en hun naamsbekendheid zou groeien. De band was van plan na hun tournee de studio in te gaan en hun tweede album als Seether te maken. Ze werden echter gevraagd Evanescence te ondersteunen tijdens een wereldwijde tournee. Hierdoor werd het tweede album bijna een jaar uitgesteld. Tijdens deze tournee paste de band de ballad Broken aan en speelden zij deze live samen met Amy Lee (de zangeres van Evanescence). Aangemoedigd door de positieve reacties hierop, en waarschijnlijk ook als gevolg van de opbloeiende romance tussen Lee en Morgan, brachten ze een nieuwe versie van Broken op single uit, waarop ook Lee als zangeres te horen was. Dit nummer diende onder meer als muziek bij de film The Punisher en oogstte zeer veel waardering, wat de band vooral beroemd maakte in de VS, Groot-Brittannië en Australië. Disclaimer II, een alternatieve versie van het originele album met veel van de nummers geremixt of opnieuw opgenomen, werd uitgebracht in 2004.

### Karma and Effect,One Cold Night
In 2005 bracht de band weer een nieuw album uit, getiteld Karma and Effect. De aanvankelijke titel voor dit album was Catering to Cowards, maar het platenlabel vond dat een andere titel gekozen moest worden. Van het album werden drie singles uitgebracht, te weten Remedy, Truth en The Gift. Remedy bereikte de hoogste positie in de VS Mainstream Rocklijst en was de eerste nummer 1-single van de band.
Terwijl ze aan het toeren waren met Shinedown, bracht Seether een akoestische cd/dvd uit onder de titel One Cold Night. Dit album was opgenomen op 22 februari 2006 in Philadelphia. Morgan, die last had van zijn maag, besloot een akoestische show te geven, in plaats van het hele concert af te gelasten.

### Gitarist vertrekt, ontwenningskliniek
Op 16 juni 2006 werd op de officiële website van Seether meegedeeld dat de leadgitarist (Pat Callahan) ervoor gekozen had de band te verlaten. De precieze reden hiervoor is onduidelijk. Morgan antwoordde op de vraag wat hij ervan vond dat Pat weg was: "Uh... een beetje opgelucht... eigenlijk heel erg opgelucht. Hij was degene in de band die altijd "nee" zei en hij was de negatieve energie wat nummers schrijven betreft. Ik ben er zelf niet rouwig om, wat toch wel vreemd is, want hij was vier jaar lang mijn vriend. Maar toen hij vertrok, was de vriendschap eigenlijk ook weg".
Morgan ging in augustus 2006 naar een ontwenningskliniek voor alcohol en cocaïne, waardoor een tournee met Staind en Three Days Grace moest worden afgelast. Evanescences hit Call Me When You're Sober ging over ervaringen met Morgan.

### Finding Beauty in Negative Spaces
Voordat Seether een nieuw album uitbracht onder de titel Finding Beauty in Negative Spaces, claimde Morgan dat het een diverser album zou worden dan de vorige albums. Het album verscheen wereldwijd op 23 oktober 2007, maar voordat dat vaststond, was de datum nog een aantal keer verschoven, wat te maken had met de dood van Morgans broer, Eugene Welgemoed. Het album werd geproduceerd door Howard Benson.
Finding Beauty in Negative Spaces kwam binnen op nummer 9 in de Amerikaanse Billboard Album Top 200, waarbij het in de eerste week 57.000 keer over de toonbank ging. De cover van het album werd gemaakt door David Ho.
De eerste single van dit album, Fake It, bereikte de eerste positie in zowel de Mainstream Rock Charts als de Modern Rock Charts (beide in de VS). Rise Above This is de tweede single die na het grote succes van Fake It verscheen. Ook deze single deed het goed in de hitlijsten.
Seether won in 2008 met Finding Beauty in Negative Spaces zijn eerste South African Music Award in de categorie "Best Rock: English".
Begin 2008 begon Seether aan een maandenlange tournee waarvoor Troy McLawhorn (van de Amerikaanse popgroep Dark New Day) op 15 februari 2008 als gitarist werd ingehuurd. McLawhorn had het jaar daarvoor ook al eens meegespeeld met Evanescence. Na afloop van de tournee werd McLawhorn als officieel lid van de band aangenomen. Op 5 juni 2008 gaf Seether een kort concert in de Melkweg in Amsterdam, samen met de band Lostprophets.
In maart en april 2009 was Seether van de partij op de Dark Horse-tournee van de Canadese rockband Nickelback. Op 2 maart 2009 lieten Morgan en Stewart in een interview weten dat Seether na afloop van deze tournee de rest van het jaar vrij zou nemen om de opvolger van Finding Beauty in Negative Spaces te schrijven en op te nemen. Desondanks trad de band in 2009 nog enkele malen op, onder meer voor de Amerikaanse troepen en het Amerikaanse marinierskorps in Japan, maar ook op verscheidene festivals. Het aangekondigde album zou in de zomer van 2010 moeten verschijnen.
Na enkele maanden te hebben gewerkt aan de opname van hun nieuwe album, gingen de bandleden in april 2010 weer op tournee, met de bedoeling daarna het album te voltooien.

### Holding On to Strings Better Left to Fray(2011)
Het album "Holding On to Strings Better Left to Fray" werd opgenomen in 2010 tussen en na de tournee.
De eerste single, getiteld “Country Song”, verscheen op 8 maart in de Verenigde Staten en op 21 maart in Europa. De releasedatum van het album was 17 mei. De band maakte bekend dat dit het laatste album zou zijn met Troy McLawhorn. Troy verliet de band om meer tijd aan andere dingen te besteden.

### Isolate and Medicate(2014)
Isolate and Medicate is Seether's zesde studioalbum. Het album kwam uit op 1 juli 2014. De eerste single was "Words As Weapons".

### Poison the Parish(2016-heden)
Op 13 september 2016 deelde Seether foto's op social media waaruit bleek dat zij met nieuw materiaal bezig waren. In november maakten zij bekend dat het zevende album genaamd Poison the Parish zou uitkomen in januari 2017. Later werd een klok online gezet op Seether's officiële website die aftelde naar 23 februari 2017. Op het Canadese radiostation Octane zei Morgan op 22 februari dat de release werd verzet naar 12 mei. Wel werd de single "Let You Down" uitgebracht. De volgende dag werd de videoclip ervan op Seether's officiële Vevo-kanaal gezet. Het album zal gepubliceerd worden onder Morgan's label Canine Riot Records.

## Bezetting
- Shaun Morgan – zang, gitaar (medeoprichter, 1999–heden)
- Dale Stewart – basgitaar, achtergrondzang, akoestische gitaar (2000–heden)
- John Humphrey - drums (2004–heden)

Voormalige bandleden
- Tyronne Morris (basgitaar) 1999–2000
- David Cohoe (drums, achtergrondzang) 1999-2002
- Nick Oshiro (drums) 2002
- Nick Annis (gitaar) 2002
- Kevin Soffera (drums) 2003-2004
- Pat Callahan (gitaar) 2002-2006
- Troy McLawhorn (gitaar, achtergrondzang) 2008–2011

## Discografie
- 2000: Fragile (als Saron Gas)
- 2002: Disclaimer
- 2004: Disclaimer II
- 2005: Karma and Effect
- 2006: One Cold Night (livealbum)
- 2007: Finding Beauty in Negative Spaces
- 2011: Holding On to Strings Better Left to Fray
- 2014: Isolate and Medicate
- 2017: Poison the Parish
- 2020: Si Vis Pacem, Para Bellum
- 2024: The Surface Seems So Far

### Digitale albums
- iTunes Originals - Seether (2008)